# Paolo Pedretti
Paolo Fortunato Pedretti (ur. 22 stycznia 1906 w Orsenigo, zm. 22 lutego 1983 w Tavernerio) – włoski kolarz torowy, złoty medalista olimpijski.

## Kariera
Największy sukces w karierze Paolo Pedretti osiągnął w 1932 roku, kiedy wspólnie z Nino Borsarim, Marco Cimattim i Alberto Ghilardim zdobył złoty medal w drużynowym wyścigu na dochodzenie podczas igrzysk olimpijskich w Los Angeles. Był to jedyny medal wywalczony przez Pedrettiego na międzynarodowej imprezie tej rangi, był to także jego jedyny start olimpijski. Nigdy nie zdobył medalu na torowych mistrzostwach świata.